# Julian Crouch

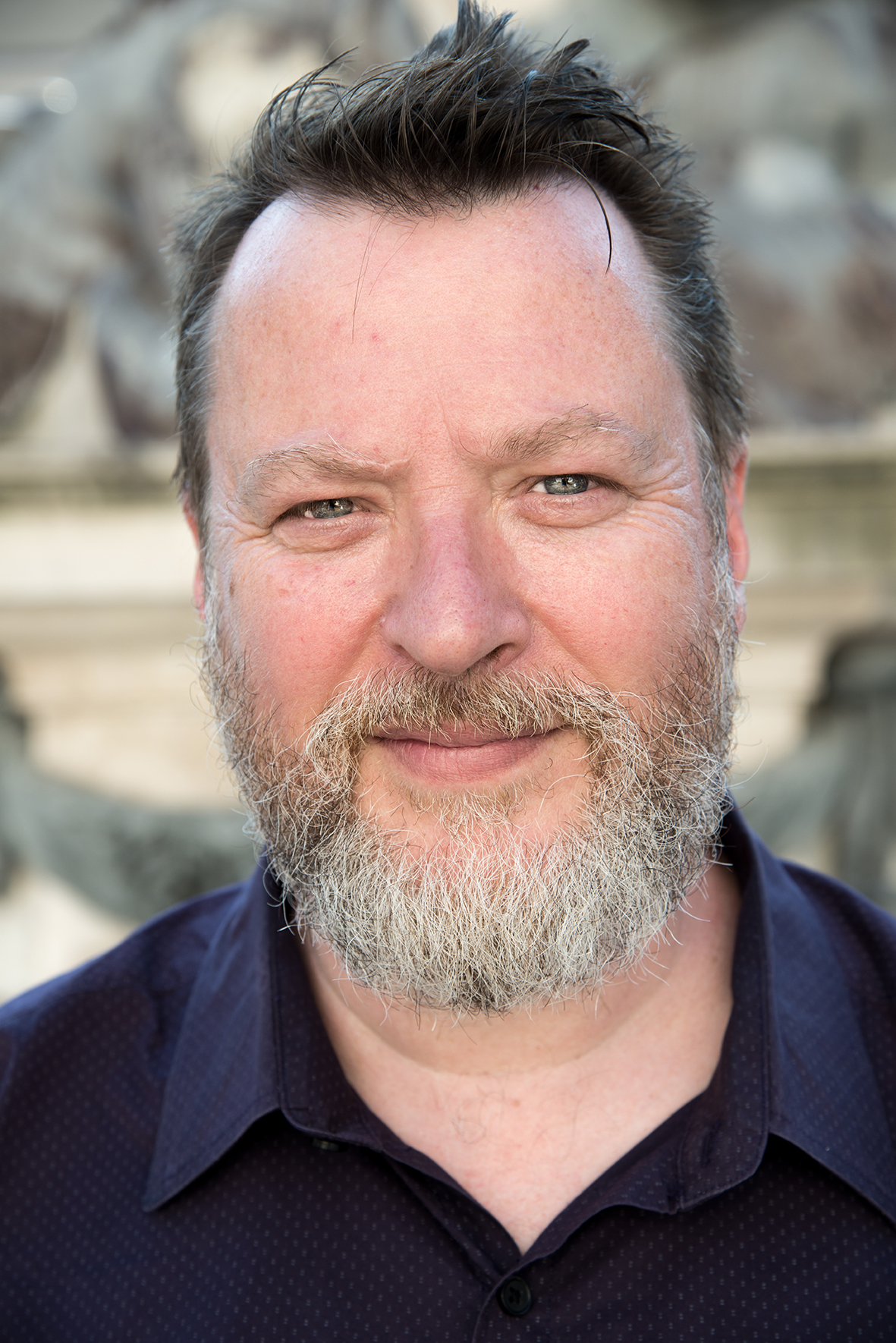
Julian Crouch, Salzburg 2014

Julian Crouch (geboren 1962 in England) ist ein britischer Bühnen- und Kostümbildner, Theater- und Opernregisseur. Er gilt als einer der bedeutenden Exponenten der Fringe-Strömung, arbeitet jedoch seit Beginn der 2000er Jahre an großen etablierten Bühnen und am Broadway. Er lebt in Brooklyn, New York City.
2013 zeichnete er – gemeinsam mit Brian Mertes – für die Neuinszenierung des Jedermann bei den Salzburger Festspielen verantwortlich. Diese Produktion steht zumindest bis 2016 auf dem Spielplan der Festspiele.

## Leben und Werk
Crouch wurde in England geboren und ist in Schottland aufgewachsen. Er begann seine Karriere als Masken- und Puppenbauer bei großen Freilichtspektakeln. 1996 gründete er gemeinsam mit Phelim McDermott, Lee Simpson und Nick Sweeting das Improbable Theatre, dessen Stücke als „ein Bastard von Puppenspiel und Improvisation“ beschrieben wurden. Diese Gruppe ließ sich quer durch die Kulturgeschichte inspirieren, von Pieter Brueghel und Hieronymus Bosch bis zu Tex Avery, den Goons und Joan Littlewood. Crouch übernahm Ausstattung und Co-Regie, wobei er oft selber Requisiten und Puppen live auf der Bühne kreierte. 1997 entwarf er ein Bühnenbild für eine Sommernachtstraum-Inszenierung, das aus 56 Rollen Tesa-Film bestand – und sonst gar nichts. Es wurde ausgezeichnet.
Eine grotesk-makabre Bühnenfassung von Heinrich Hoffmanns Struwwelpeter mit viel schwarzem Humor leisteten Phelim McDermott und Julian Crouch mit ihrer „Junkopera“ Shockheaded Peter. Die Musik stammt von Martyn Jacques von der Londoner Kultband The Tiger Lillies. Das Stück wurde 1998 uraufgeführt und gastierte 2001 erfolgreich bei den Wiener Festwochen. In der ins Deutsche rückübersetzten Fassung von Andreas Marber wird es seitdem auf zahlreichen Bühnen in Deutschland und Österreich gespielt. Weitere Arbeiten für das Improbable Theatre waren Philip Glass’ Satyagraha, eine Koproduktion mit der English National Opera (ENO) und der Metropolitan Opera in New York (2008), weiters Spirit, eine Koproduktion mit dem Royal Court Theatre, Coma, Stocky, The Hanging Man und die mehrfach ausgezeichnete, in Großbritannien und den Vereinigten Staaten gezeigte Produktion 70 Hill Lane sowie die Koproduktion mit dem National Theatre, Theatre of Blood, im Jahr 2005. Seine bislang letzte Produktion für diese Truppe war 2011 The Devil and Mister Punch, eine Tragikomödie über Totschlag und Liebe.
2003 war er als Bühnenbildner und Associate Director an der Uraufführung von Jerry Springer – The Opera, eines Musicals von Richard Thomas und Stewart Lee, beteiligt. Die Produktion des National Theatre war derart erfolgreich, dass das Stück im November 2003 ins Londoner West End übersiedelte und dort bis Februar 2005 lief. Es war das bislang erste Musical, welche alle vier renommierten Londoner Auszeichnungen als Best Musical (What’s On Stage, Olivier, Evening Standard, Critics Circle) gewinnen konnte. Aufgrund seiner Vulgärsprache, seiner deftigen Scherze und surrealer Bilder, wie einer Truppe stepptanzender Ku-Klux-Klan-Mitglieder, evozierte das Musical, insbesondere nach seiner BBC-Two-Ausstrahlung Anfang 2005, massive Proteste christlicher Fundamentalisten und rechter politischer Gruppen, wie der Christian Voice oder der British National Party. Bei BBC langten 55.000 Beschwerden ein und ein Theater in Birmingham, welches die Produktion übernehmen wollte, wurde mit einer Unterlassungsklage bedroht. Auf Grund der Proteste sagten neun Bühnen in Großbritannien das Gastspiel ab, dennoch wurde die UK-Tour 2006 ein großer Erfolg bei Publikum und Presse.
2009 inszenierte er, gemeinsam mit Phelim McDermott, die Musical-Fassung der Addams Family, die sich stärker auf die ursprüngliche Cartoon-Serie bezog, als auf die späteren Film- und Fernsehfassungen. Schon die Tryout-Serie in Chicago wurde ein Erfolg bei Publikum und Presse, von April 2010 bis Dezember 2011 lief die Produktion am Broadway in New York. Das Bühnenbild von Julian Crouch wurde sowohl mit dem Drama Desk Award, als auch mit dem Outer Circle Critics Award ausgezeichnet.
Am Silvesterabend des Jahres 2011 kreierte er – wiederum gemeinsam mit Phelim McDermott – das Barock-Pasticcio The Enchanted Island für die Met in New York, es dirigierte William Christie, es sangen unter anderem David Daniels, Danielle de Niese, Joyce DiDonato, Plácido Domingo und Luca Pisaroni. Im Folgemonat wurde die Inszenierung weltweit live via Satellit in Kinosäle übertragen, Virgin Classics brachte eine DVD-Aufzeichnung heraus. Zwei Spielzeiten später wurde die Produktion wegen des großen Erfolges wieder aufgenommen, diesmal mit Susan Graham anstelle der verhinderten Joyce DiDonato, ansonsten aber in der Originalbesetzung.
2013 wurde er von Alexander Pereira und Sven-Eric Bechtolf, dem Intendanten und dem Schauspieldirektor der Salzburger Festspiele, eingeladen, gemeinsam mit Brian Mertes eine grundlegende Neufassung des Hofmannsthal'schen Jedermann am Salzburger Domplatz zu erarbeiten. Die Neuproduktion spaltete die Theaterkritik, wurde jedoch vom Publikum mit Standing Ovations begeistert aufgenommen. Das Hamburger Abendblatt konstatierte: „Wenn es Brian Mertes und Julian Crouch um schlichte Unmittelbarkeit gegangen ist, dann haben sie dieses Ziel erreicht, und den 'Jedermann' auf eine Weise entstaubt, die für Salzburger Verhältnisse atemberaubend ist.“ 2015 konzipierte und realisierte Crouch gemeinsam mit dem Musiker Martin Lowe (und mit Bechtolf als Co-Regisseur) eine Neufassung von Brechts Dreigroschenoper für die Felsenreitschule.
Als Bühnenbildner erarbeitete Crouch unter anderem Neuinszenierung von John Adams’ Doctor Atomic an Metropolitan Opera in New York und ENO in London (2009), eine Zauberflöte für die Welsh National Opera in Cardiff (2010), eine Opernfassung von Le Petit Prince, die in Lausanne, Lille, am Grand Théâtre de Genève und im Théâtre du Châtelet in Paris gezeigt wurde, weiters eine Lustige Witwe für Met und Lyric Opera of Chicago. Crouch war Artist-in-Residence in New Yorks Park Avenue Armory und der erste Künstler, der in das BRIC House Fireworks Residency Program in Brooklyn aufgenommen wurde.

## Zitat
„Inzwischen bin ich in einem Alter, in dem ich arbeite, um herauszufinden, was diese Arbeit bedeutet. Ich gehe nicht mit vorgeformten Konzepten an die Dinge heran, sondern lasse mich bereitwillig von dem überraschen, was sich ergibt, lerne noch immer dazu – wahrscheinlich sogar mehr von den Produktionen, die nicht so glatt gehen, als von Erfolgen. Ich habe Angst davor, mir einer Sache zu sicher zu sein.“

## Uraufführungen
- 2003: Jerry Springer – The Opera, National Theatre, London
- 2009: The Addams Family, Chicago
- 2011: The Enchanted Island, Barock-Pasticcio, Metropolitan Opera

## Auszeichnungen (Auswahl)
- 1997 Time Out Award für 70 Hill Lane
- 1998 Obie Award: Off-Broadway für 70 Hill Lane
- 1998 Critics’ Circle Theatre Award: Bester Kostümbildner (gemeinsam mit Phelim McDermott und Graeme Gilmour) für Shockheaded Peter
- 2002 Olivier Award: Best Entertainment für Shockheaded Peter
- 2010 Outer Circle Critics Award: Outstanding Set Design für The Addams Family
- 2010 Drama Desk Award: Outstanding Set Design für The Addams Family
- 2024 Österreichischer Musiktheaterpreis 2024: Auszeichnung in der Kategorie Beste Ausstattung für Orpheus in der Unterwelt  an der Volksoper Wien[5]